# قائمة الدول حسب المعيار الدولي أيزو 3166-3
أيزو 3166-3 هو جزء من أيزو 3166 نشرت من قبل المنظمة الدولية للمعايير والأسم الرسمي لهذا الجزء هو «الرموز التي تمثل أسماء الدول وتقسيماتها الإدارية - الجزء 3: رموز أسماء الدول المستخدمة سابقاً» وهو يحد رموز الدول التي تم إزالتها من أيزو 3166-1 منذ أن تم نشره لأول مرة في العام 1974.

## الرموز
| اسم الدولة السابق                            | الرمز السابق | فترة الصلاحية | رمز ISO 3166-3 | البلد الجديد والرمز الجديد |
| -------------------------------------------- | ------------ | ------------- | -------------- | --- |
| المقاطعة البريطانية بالقارة القطبية الجنوبية | BQ, ATB, 080 | 1974–1979     | BQAQ           | اندمجت في القارة القطبية الجنوبية (AQ, ATA, 010) |
| بورما                                        | BU, BUR, 104 | 1974–1989     | BUMM           | تغيير الاسم إلى بورما (MM, MMR, 104) |
| جمهورية بيلاروس السوفيتية الاشتراكية         | BY, BYS, 112 | 1974–1992     | BYAA           | تغيير الاسم إلى روسيا البيضاء (BY, BLR, 112) |
| Canton and Enderbury Islands                 | CT, CTE, 128 | 1974–1984     | CTKI           | اندمجت في كيريباتي (KI, KIR, 296) |
| تشيكوسلوفاكيا                                | CS, CSK, 200 | 1974–1993     | CSHH           | إنقسمت إلى : التشيك (CZ, CZE, 203) سلوفاكيا (SK, SVK, 703) |
| جمهورية داهومي                               | DY, DHY, 204 | 1974–1977     | DYBJ           | تغيير الاسم إلى بنين (BJ, BEN, 204) |
| أرض الملكة مود                               | NQ, ATN, 216 | 1974–1983     | NQAQ           | اندمجت في القارة القطبية الجنوبية (AQ, ATA, 010) |
| تيمور الشرقية                                | TP, TMP, 626 | 1974–2002     | TPTL           | تغيير الاسم إلى تيمور الشرقية (TL, TLS, 626) |
| فرنسا متروبوليتان                            | FX, FXX, 249 | 1993–1997     | FXFR           | اندمجت في فرنسا (FR, FRA, 250) |
| إقليم العفر والعيسى الفرنسي                  | AI, AFI, 262 | 1974–1977     | AIDJ           | تغيير الاسم إلى جيبوتي (DJ, DJI, 262) |
| أراض فرنسية جنوبية وأنتارتيكية               | FQ, ATF, 260 | 1974–1979     | FQHH           | إنقسمت إلى : جزء من القارة القطبية الجنوبية (AQ, ATA, 010) (i.e., أرض أديلي) أراض فرنسية جنوبية وأنتارتيكية (TF, ATF, 260) |
| ألمانيا الشرقية                              | DD, DDR, 278 | 1974–1990     | DDDE           | اندمجت في ألمانيا (DE, DEU, 276) |
| Gilbert and Ellice Islands                   | GE, GEL, 296 | 1974–1979     | GEHH           | إنقسمت إلى : كيريباتي (KI, KIR, 296) توفالو (TV, TUV, 798) |
| جزيرة جونستون المرجانية                      | JT, JTN, 396 | 1974–1986     | JTUM           | اندمجت في جزر الولايات المتحدة الصغيرة النائية (UM, UMI, 581) |
| جزر الميدواي                                 | MI, MID, 488 | 1974–1986     | MIUM           | اندمجت في جزر الولايات المتحدة الصغيرة النائية (UM, UMI, 581) |
| الأنتيل الهولندية                            | AN, ANT, 530 | 1974–2010     | ANHH           | إنقسمت إلى : الجزر الكاريبية الهولندية (BQ, BES, 535) كوراساو (CW, CUW, 531) سينت مارتن (SX, SXM, 534) |
| المنطقة المحايدة بين السعودية والعراق        | NT, NTZ, 536 | 1974–1993     | NTHH           | إنقسمت إلى : جزء من العراق (IQ, IRQ, 368) جزء من السعودية (SA, SAU, 682) |
| هيبريدس الجديدة                              | NH, NHB, 548 | 1974–1980     | NHVU           | تغيير الاسم إلى فانواتو (VU, VUT, 548) |
| إقليم الوصاية لجزر المحيط الهادئ ‏            | PC, PCI, 582 | 1974–1986     | PCHH           | إنقسمت إلى : جزر مارشال (MH, MHL, 584) ولايات ميكرونيسيا المتحدة (FM, FSM, 583) جزر ماريانا الشمالية (MP, MNP, 580) بالاو (PW, PLW, 585) |
| منطقة قناة بنما                              | PZ, PCZ, 594 | 1974–1980     | PZPA           | اندمجت في بنما (PA, PAN, 591) |
| صربيا والجبل الأسود                          | CS, SCG, 891 | 2003–2006     | CSXX           | إنقسمت إلى : الجبل الأسود (ME, MNE, 499) صربيا (RS, SRB, 688) |
| سيكيم                                        | SK, SKM, 698 | 1974–1975     | SKIN           | اندمجت في الهند (IN, IND, 356) |
| رودسيا                                       | RH, RHO, 716 | 1974–1980     | RHZW           | تغيير الاسم إلى زيمبابوي (ZW, ZWE, 716) |
| جمهورية فولتا العليا                         | HV, HVO, 854 | 1974–1984     | HVBF           | تغيير الاسم إلى بوركينا فاسو (BF, BFA, 854) |
| U.S. Miscellaneous Pacific Islands           | PU, PUS, 849 | 1974–1986     | PUUM           | اندمجت في جزر الولايات المتحدة الصغيرة النائية (UM, UMI, 581) |
| الاتحاد السوفيتي                             | SU, SUN, 810 | 1974–1992     | SUHH           | إنقسمت إلى : أرمينيا (AM, ARM, 051) أذربيجان (AZ, AZE, 031) إستونيا (EE, EST, 233) جورجيا (GE, GEO, 268) كازاخستان (KZ, KAZ, 398) قيرغيزستان (KG, KGZ, 417) لاتفيا (LV, LVA, 428) ليتوانيا (LT, LTU, 440) مولدوفا (MD, MDA, 498) روسيا (RU, RUS, 643) طاجيكستان (TJ, TJK, 762) تركمانستان (TM, TKM, 795) أوزبكستان (UZ, UZB, 860) |
| شمال فيتنام                                  | VD, VDR, 704 | 1974–1977     | VDVN           | اندمجت في فيتنام (VN, VNM, 704) |
| جزيرة ويك                                    | WK, WAK, 872 | 1974–1986     | WKUM           | اندمجت في جزر الولايات المتحدة الصغيرة النائية (UM, UMI, 581) |
| جمهورية اليمن الديمقراطية الشعبية            | YD, YMD, 720 | 1974–1990     | YDYE           | اندمجت في اليمن (YE, YEM, 887) |
| يوغوسلافيا                                   | YU, YUG, 891 | 1974–2003     | YUCS           | تغيير الاسم إلى صربيا والجبل الأسود (CS, SCG, 891) |
| زائير                                        | ZR, ZAR, 180 | 1974–1997     | ZRCD           | تغيير الاسم إلى جمهورية الكونغو الديمقراطية (CD, COD, 180) |

Notes
1. ↑  East Timor was included in ISO 3166-1 under the name of تيمور البرتغالية from 1974 to 1977.
2. ↑  The ISO 3166-1 numeric code of the Netherlands Antilles was changed from 532 to 530 after أروبا split away in 1986.
3. ↑  The period of validity was corrected from 1974-2011 to 1974-2010 with a reissue of ISO 3166-3 Newsletter I-6.
4. ↑  The territory name was corrected from "Bonaire, Saint Eustatius and Saba" to "Bonaire, Sint Eustatius and Saba" in قائمة الدول حسب المعيار الدولي أيزو 3166-1.
5. ↑  Initially the ISO 3166-3 code CSHH was assigned to represent Serbia and Montenegro (Newsletter I-4), even though it had already been assigned to represent Czechoslovakia. The ISO 3166/MA later rectified the problem by agreeing to assign the ISO 3166-3 code CSXX to represent Serbia and Montenegro (Newsletter I-5).
6. ↑  Despite being جزء من  the USSR, روسيا البيضاء (then جمهورية بيلاروسيا السوفيتية الاشتراكية) and أوكرانيا (then جمهورية أوكرانيا السوفيتية الاشتراكية) already had their own ISO 3166-1 codes due to them being UN members since 1945.
7. ↑  The ISO 3166-1 numeric code of Yugoslavia was changed from 890 (for the جمهورية يوغوسلافيا الاشتراكية الاتحادية) to 891 (for the صربيا والجبل الأسود) in 1993.

## التغييرات
يجري ايزو 3166 تعديلات على ايزو 3166-3 عند الضرورة، حيث يعتمد استكمال ايزو 3166-3 كلياً على استكمال ايزو 3166-1.
| طبعة / النشرة الإخبارية | تاريخ الإصدار                     | اسم الدولة السابق المضافة | ملاحظة |
| ----------------------- | --------------------------------- | ------------------------- | --- |
| ISO 3166-3:1999         | 1999-03-11                        |                           | الطبعة الأولى من ايزو 3166-3 |
| النشرة الإخبارية I-1    | 2002-11-15                        | تيمور الشرقية             | وفقاً لايزو 3166-1 النشرة الاخبارية V-5 والنشرة الاخبارية V-6                                                                      |
| النشرة الإخبارية I-2    | 2002-11-22                        | فرنسا متروبوليتان         | Correction. Entry inadvertently omitted from ISO 3166-3 when first published in 1999                                              |
| النشرة الإخبارية I-3    | 2003-07-23                        | يوغوسلافيا                | وفقاً لايزو 3166-1 النشرة الاخبارية V-8                                                                                            |
| النشرة الإخبارية I-4    | 2006-09-26                        | صربيا والجبل الأسود       | وفقاً لايزو 3166-1 النشرة الاخبارية V-12                                                                                           |
| النشرة الإخبارية I-5    | 2006-12-01                        | None                      | Rectify Newsletter I-4 by assigning the code CSXX to represent صربيا والجبل الأسود                                                |
| النشرة الإخبارية I-6    | 2011-03-14 (corrected 2013-02-06) | الأنتيل الهولندية         | وفقاً لايزو 3166-1 النشرة الاخبارية VI-8                                                                                           |
| ISO 3166-3:2013         | 2013-11-19                        |                           | Second edition of ISO 3166-3 (changes are published in the online catalogue of ISO only and no newsletters are published anymore) |